# 3-calowa armata przeciwpancerna M5
M5 (3-inch Gun M5) – holowana armata przeciwpancerna kalibru 76,2 mm (3 cale) produkcji amerykańskiej, wykorzystywana przez US Army w ograniczonym zakresie podczas II wojny światowej.
Prace projektowe rozpoczęły się w 1940 roku. Działo opracowywane było z myślą o zastąpieniu 37-mm armat M3, których kaliber był niewystarczający do skutecznej penetracji pancerza ówczesnych niemieckich czołgów. W celu skrócenia prac rozwojowych wykorzystano elementy konstrukcyjne istniejących dział – lufę prototypowej armaty przeciwlotniczej T9 oraz łoże, oporopowrotnik i zamek z haubicy M101. Prototyp, noszący oznaczenie T10, gotowy był we wrześniu 1941 roku. Produkcja seryjna odbywała się w latach 1942–1944. Wyprodukowano około 2500 egzemplarzy, z czego 250 w 1942 roku, 1250 w 1943 i 1000 w 1944.
Pierwsze egzemplarze trafiły do oddziałów frontowych w 1943 roku, przed rozpoczęciem kampanii włoskiej, gdzie przeszły one chrzest bojowy. Działa wykorzystywane były później także na froncie zachodnim, m.in. podczas ofensywy w Ardenach. Znajdowały się one wyłącznie na wyposażeniu batalionów niszczycieli czołgów; do ich holowania najczęściej używano pojazdów M3 Half-Track. Działa wykazały się zadowalającą skutecznością w zwalczaniu broni pancernej. Dużym mankamentem był jednak brak mobilności, który przyczynił się do dużych strat wśród obsługujących je załóg, szczególnie w porównaniu do wykorzystywanych równolegle dział samobieżnych M10.
Tuż po zakończeniu wojny w 1945 roku działa zostały wycofane ze służby. Od 1953 roku kilka armat znajduje się na wyposażeniu prezydenckiej baterii salutowej (Presidential Salute Battery), gdzie wykorzystywane są w celach ceremonialnych, do oddawania salw honorowych.